# Oenothalia maculosa
Oenothalia maculosa là một loài bướm đêm trong họ Geometridae.